# Processus r
Le processus r est un ensemble de processus astrophysiques conduisant à la nucléosynthèse stellaire d'environ la moitié des éléments chimiques de numéro atomique supérieur à celui du fer, l'autre moitié étant produite par le processus p et le processus s. La lettre r signifie qu'il s'agit d'une capture neutronique rapide, sous un flux neutronique très élevé, qui permet de produire, généralement à partir des éléments du pic du fer, des noyaux atomiques plus massifs en agrégeant des nucléons à partir des neutrons incidents avant que ces noyaux n'aient le temps de se désintégrer, le plus souvent par radioactivité β–. Cette nucléosynthèse se poursuit jusqu'à la limite de stabilité de nucléides de plus en plus riches en neutrons, limite résultant des propriétés de la force nucléaire assurant la cohésion des nucléons dans les noyaux atomiques.
Ce processus tend à produire les isotopes les plus riches en neutrons des éléments lourds. Il peut généralement synthétiser les quatre isotopes les plus lourds de chaque élément lourd, et les deux plus lourds de ces éléments ne sont généralement produits que par ce processus. Le maximum d'abondance des éléments produits par processus r s'observe autour des nombres de masse A ≈ 82 (sélénium 34Se, brome 35Br, krypton 36Kr), A ≈ 130 (tellure 52Te, iode 53I, xénon 54Xe) et A ≈ 196 (osmium 76Os, iridium 77Ir et platine 78Pt). Ceci requiert l'existence d'un flux extrêmement élevé de neutrons libres. Les premières études, remontant aux années 1950 avec l'article B2FH, avaient théorisé la nécessité d'au moins un flux de 1024 neutrons/cm3 pour une température de 1 GK. De telles densités de neutrons ne se rencontrent a priori que lors d'explosions de supernovae à effondrement de cœur ou de fusions d'étoiles à neutrons. La contribution relative de chacun de ces mécanismes à l'abondance astrophysique des éléments issus de la nucléosynthèse par processus r fait toujours l'objet d'études. Notamment, l'abondance du ruthénium, du rhodium, du palladium et de l'argent (Z = 44 à 47, A = 99 à 110), corrélée à celle des éléments plus lourds (Z = 63-78, A > 150) et non aux éléments voisins (Z = 34-42 et 48-62), est affectée par les fragments de fission de noyaux transuraniens produits par le processus r (des noyaux riches en neutrons, A > 260).
Le processus s, qui est l'autre processus astrophysique important de production des éléments lourds, diffère du processus r en ce qu'il consiste en une capture neutronique lente qui se déroule avant tout dans les étoiles ordinaires, notamment celles de la branche asymptotique des géantes. C'est un processus dit secondaire, car il requiert l'existence d'isotopes déjà lourds qui sont convertis en d'autres isotopes par une succession lente de captures neutroniques, environ une capture tous les dix à cent ans, à comparer à une centaine de captures par seconde dans le cas d'un processus r. Le processus s intervient ainsi en complément du processus r, la combinaison de ces deux processus rendant compte de la presque totalité des nucléides observés dans l'espace.

## Processus physique
Les conditions susceptibles de permettre l'existence d'une nucléosynthèse par processus r sont réunies dans les supernovae de faible masse, les supernovae à effondrement de cœur (supernovae de type II) et les fusions d'étoiles à neutrons.
La compression des électrons lors de l'explosion d'une supernova de type II conduit à remplir tous les niveaux d'énergie susceptibles d'être occupés par des électrons libres jusqu'à un niveau de Fermi supérieur à l'énergie de la radioactivité β–, ce qui a pour effet de bloquer cette dernière. La capture électronique se poursuit néanmoins, ce qui conduit à accroître le taux de neutrons dans la matière de l'étoile, jusqu'à un ordre de grandeur de 1024 neutrons/cm3, le tout à une température extrêmement élevée. Lorsque cette matière se dilate et se refroidit, la capture neutronique par les nucléides se déroule à une vitesse bien plus élevée que la désintégration β–. Il s'ensuit que le processus r synthétise des nucléides riches en neutrons jusqu'à la limite de stabilité, ce qui conduit à la formation d'isotopes très instables.
La fraction électronique, Ye, donnant la fraction d’électrons par rapport aux baryons, indique si la densité neutronique nécessaire à la production des éléments par le processus r est satisfaite. Une fraction électronique de Ye < 0,2 est nécessaire pour former la plupart des éléments r.

(en) Tableau périodique indiquant l'origine cosmogénique de chaque élément. Les éléments produits par processus r sont essentiellement ceux indiqués en violet, correspondant aux fusions d'étoiles à neutrons.

Les trois processus qui conditionnent la nucléosynthèse à la limite de stabilité sont une baisse significative de la section efficace dans les noyaux atomiques qui ont des couches de neutrons saturées, le processus inhibiteur de photodésintégration et le niveau de stabilité nucléaire des isotopes lourds. Les captures neutroniques du processus r conduisent à la formation de noyaux riches en neutrons faiblement liés dont l'énergie de séparation (en) des neutrons peut n'être que de 2 MeV,. Cela permet d'atteindre les nombres magiques de neutrons 50, 82 et 126, niveaux auxquels la capture neutronique s'arrête temporairement. Ces points d'attente sont caractérisés par une énergie de liaison nucléaire plus élevée que celle des isotopes plus lourds, d'où une section efficace de capture neutronique plus faible et la formation d'isotopes semimagiques plus stables par rapport à la désintégration β. Les isotopes ayant des nombres de neutrons supérieurs aux nombres magiques correspondants sont susceptibles de subir une désintégration β plus rapide du fait de leur proximité avec la limite de stabilité ; pour ces nucléides, la désintégration β survient avant les captures neutroniques subséquentes. Les nucléides des points d'attente ont le temps de subir une désintégration β pour se stabiliser avant d'autres captures neutroniques, ce qui ralentit ou arrête la réaction.
Le processus r se termine lorsque les nucléides formés deviennent instables par rapport à la fission spontanée, lorsque leur nombre de masse approche 270. La barrière de fission (en) peut être suffisamment faible avant de cumuler 270 nucléons pour favoriser la fission nucléaire plutôt que la poursuite de la nucléosynthèse le long de la ligne de stabilité nucléaire. Lorsque le flux de neutrons décroît, ces noyaux très instables connaissent une succession rapide de désintégrations β jusqu'à former des isotopes plus stables, toujours riches en neutrons. Quand le processus s forme en abondance des isotopes stables avec des couches de neutrons saturées, le processus r forme de grandes quantités d'isotopes radioactifs qui se stabilisent environ 10 nucléons en dessous des maximums d'abondances des éléments produits par processu s après désintégration.
Le processus r se déroule également dans les armes nucléaires et a permis la découverte d'isotopes riches en neutrons quasistables d'actinides tels que le plutonium 244 et les éléments synthétiques einsteinium 99Es et fermium 100Fm dans les années 1950. Il avait été proposé de procéder à une succession d'explosions nucléaires pour former des isotopes situés dans l'îlot de stabilité, dans la mesure où les nucléides considérés, en partant de l'uranium 238, n'auraient pas le temps de subir une désintégration β avant de capturer d'autres neutrons et de permettre la formation de copernicium 291 et 293.

## Sites astrophysiques
Les candidats les plus probables pour le déroulement d'un processus r ont longtemps été les supernovae à effondrement de cœur, de type spectral Ib, Ic ou II. Cependant, la très faible abondance d'isotopes générés par processus r dans le milieu interstellaire limite la quantité pouvant avoir été produite dans chacun des cas. Cela implique ou bien que seule une faible proportion de tels isotopes soit rejetée dans le milieu interstellaire, ou bien chaque supernova n'en produise qu'une très faible quantité. Les isotopes ainsi produits doivent être plutôt riches en neutrons, ce qu'on ne retrouve pas facilement dans les modèles, de sorte qu'il reste des écarts à expliquer entre les observations et les simulations existantes. C'est par exemple le cas en étudiant les proportions relatives de fer 60, produit uniquement par des supernovae, et de plutonium 244, produit par processus r, dans un échantillon de croûte océanique. Les fusions d'étoiles à neutrons pourraient constituer un modèle plus performant pour rendre compte des observations d'abondance relative des actinides dans le Système solaire,. Cette hypothèse, formulée en complément de celle des collapsars, a été confirmée par l'observation de la fusion d'étoiles à neutrons du 17 août 2017, connue comme l'évènement GW170817.
En 2017, des données entièrement nouvelles relatives au processus r ont en effet été obtenues lors de l'étude de cette fusion d'étoiles à neutrons. À l'aide des ondes gravitationnelles détectées par les observatoires LIGO et Virgo lors de l'évènement GW170817, plusieurs équipes,, ont pu en observer la contrepartie électromagnétique et mesurer par spectroscopie l'abondance des isotopes produits par processus r. L'essentiel de la masse semble être constituée de deux types de matériaux : une masse chaude bleue de matière très radioactive produite par processus r constituée d'isotopes lourds de nombre de masse inférieur à 140 (comme le strontium) et une masse rouge moins chaude d'isotopes lourds de masse atomique supérieure à 140 riches en actinides tels que l'uranium, le thorium et le californium. Cette matière est éjectée lors de la fusion des étoiles à neutrons sous l'effet de l'énorme pression qui y règne et reçoit un flux intense de neutrons à l'origine des captures neutroniques rapides et émet des rayonnements électromagnétiques détectables pendant environ une semaine. Une telle durée ne serait pas envisageable sans l'assistance de la désintégration radioactive provenant des noyaux formés par processus r près des points d'attente. Ces deux régions de composition distinctes (A < 140 et A > 140) sont connues depuis les premières simulations du processus r. Ces particularités spectroscopiques ont suggéré que la nucléosynthèse dans la Voie lactée provienne davantage de fusions d'étoiles à neutrons que de supernovae.
Ces résultats permettent de clarifier six décennies d'incertitude quant aux sites d'origine des isotopes produits par processus r. Le rôle de la matière expulsée des étoiles à neutrons dans la formation de ces atomes a été proposé dès 1974 dans le cadre d'un scénario de collision entre un trou noir et une étoile à neutrons. Ce scénario a été étendu aux fusions d'étoiles à neutrons en 1989 et 1999. Après l'identification de ces sites, le scénario a été confirmé avec l'évènement GW170817. Les modèles astrophysiques actuels suggèrent qu'une seule fusion d'étoiles à neutrons suffit pour générer une masse d'or de 3 à 13 masses terrestres.